# Hladná
Hladná je malá vesnice, část obce Albrechtice nad Vltavou v okrese Písek v Jihočeském kraji. Nachází se asi 2,5 kilometru východně od Albrechtic nad Vltavou. Hladná leží v katastrálním území Albrechtice nad Vltavou o výměře 13,01 km².

## Historie
První písemná zmínka o vesnici pochází z roku 1461.

## Obyvatelstvo
| Rok            | 1869 | 1880 | 1890 | 1900 | 1910 | 1921 | 1930 | 1950 | 1961 | 1970 | 1980 | 1991 | 2001 | 2011 | 2021 |
| -------------- | ---- | ---- | ---- | ---- | ---- | ---- | ---- | ---- | ---- | ---- | ---- | ---- | ---- | ---- | ---- |
| Počet obyvatel | 151  | 157  | 160  | 179  | 166  | 149  | 127  | 96   | 85   | 82   | 49   | 33   | 34   | 36   | 37   |
| Počet domů     | 24   | 24   | 25   | 25   | 25   | 25   | 25   | 23   | 23   | 17   | 15   | 18   | 20   | 20   | 23   |

## Pamětihodnosti
- Zhruba uprostřed vesnice se u komunikace nalézá vysoký, velmi zdobný kříž. Na kamenném podstavci má uvedou dataci 1852. Kříž je zdobený rostlinnými motivy a motivy andělíčků v celé své horní části. Nápis na obdélníkové desce je nečitelný.

## Galerie

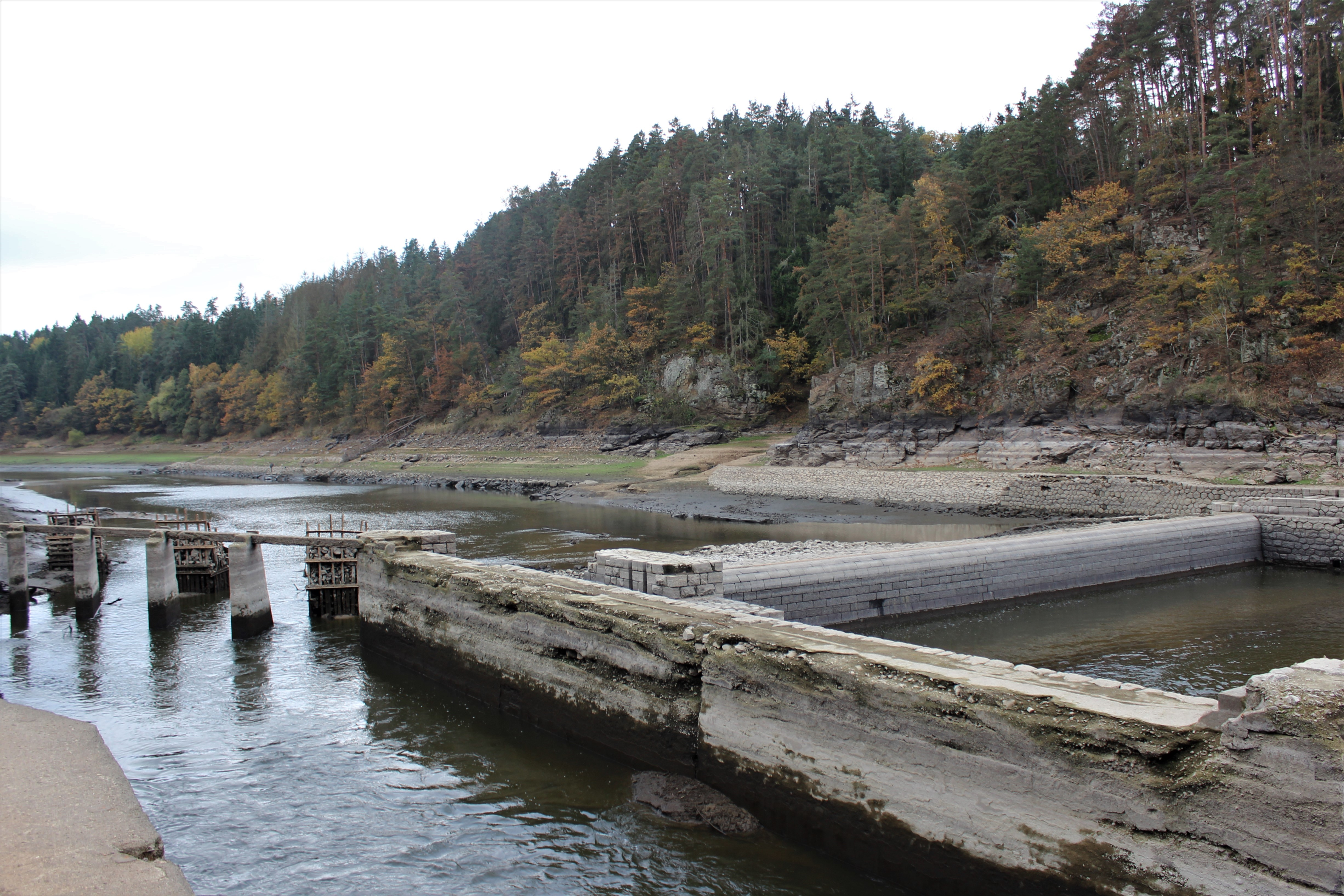
Pokles hladiny Orlické nádrže na Vltavě - rok 2019. Zbytky bývalé Novomlýnské elektrárny
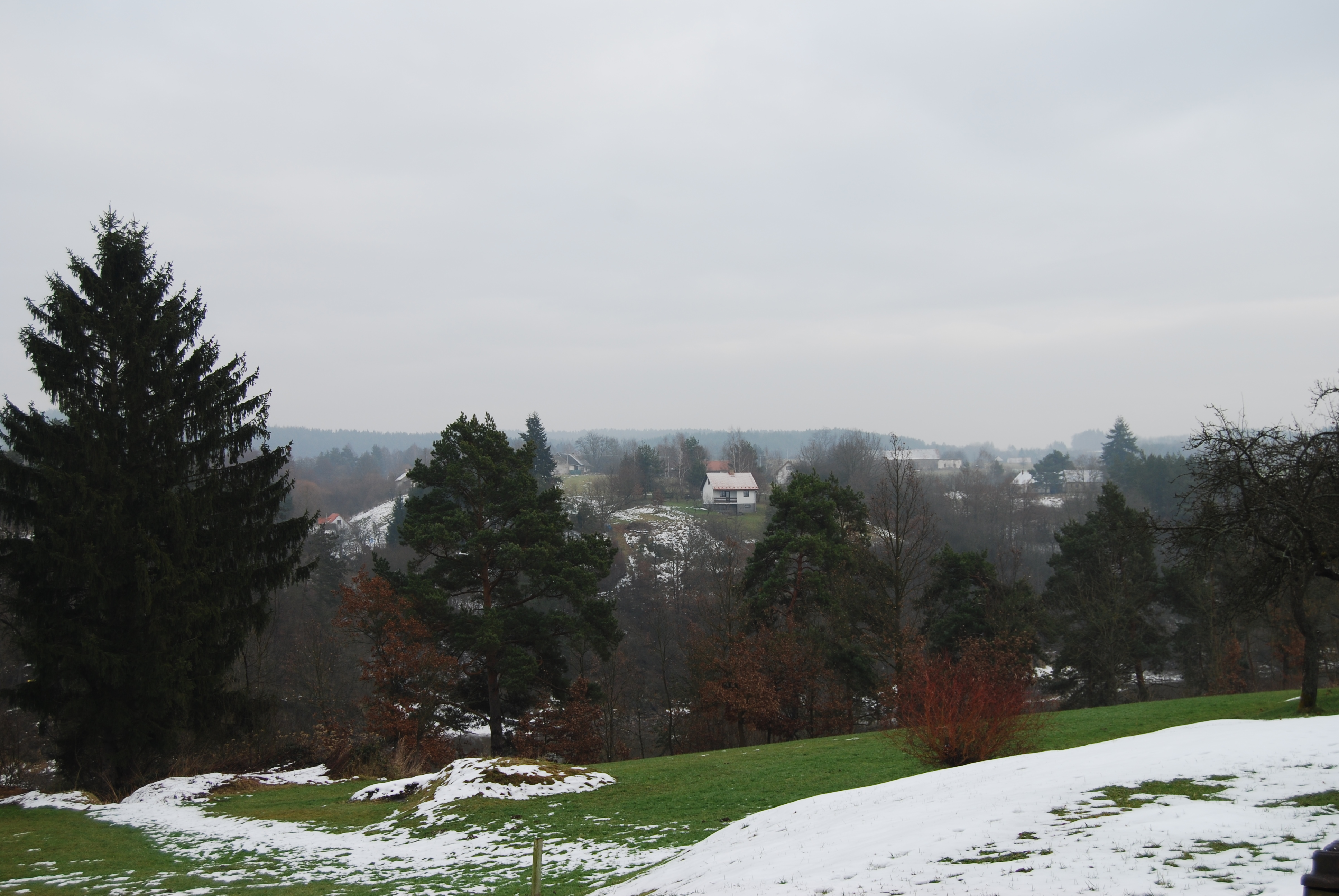
Pohled na chatovou oblast na protějším břehu Vltavy
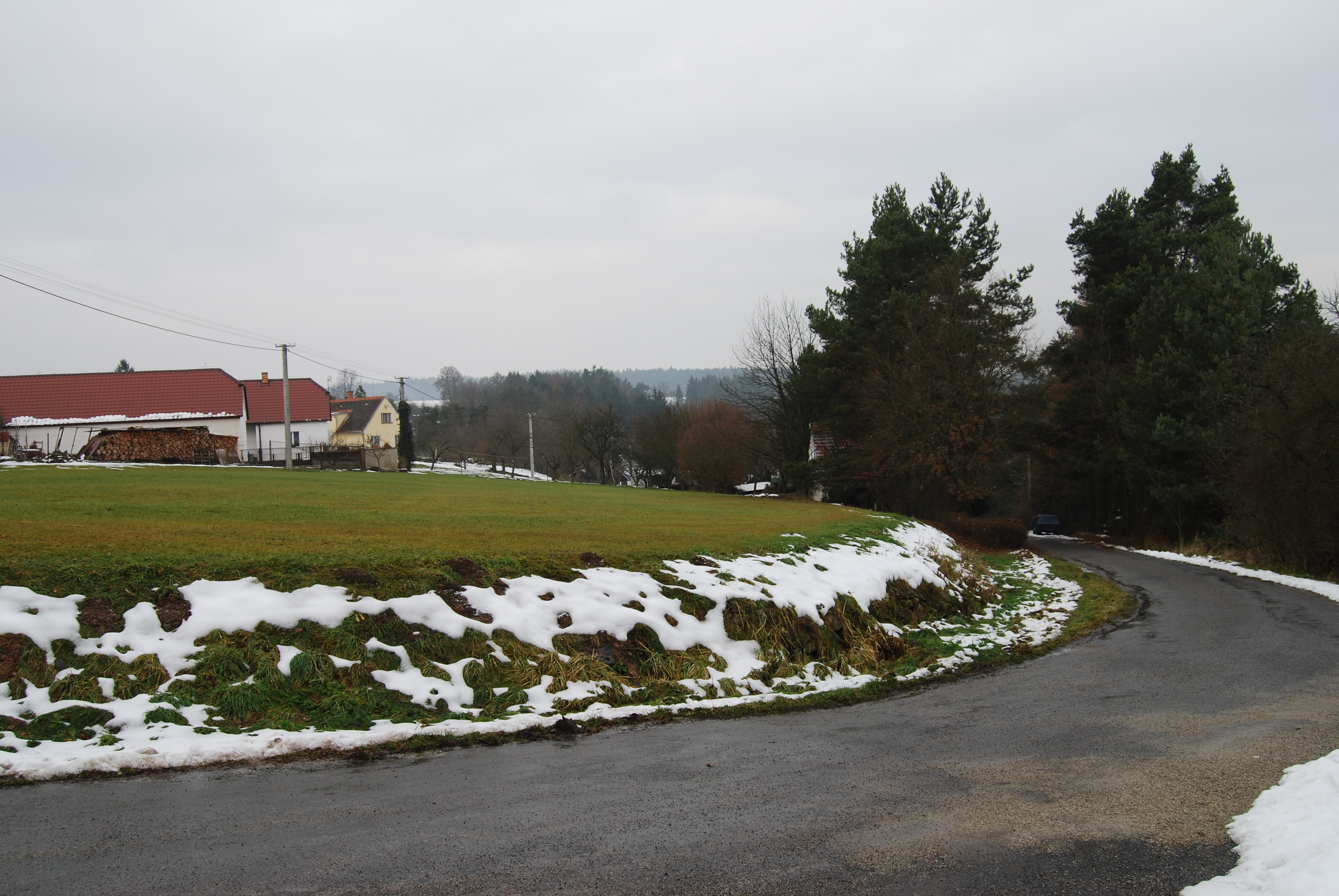
Pohled na část vsi
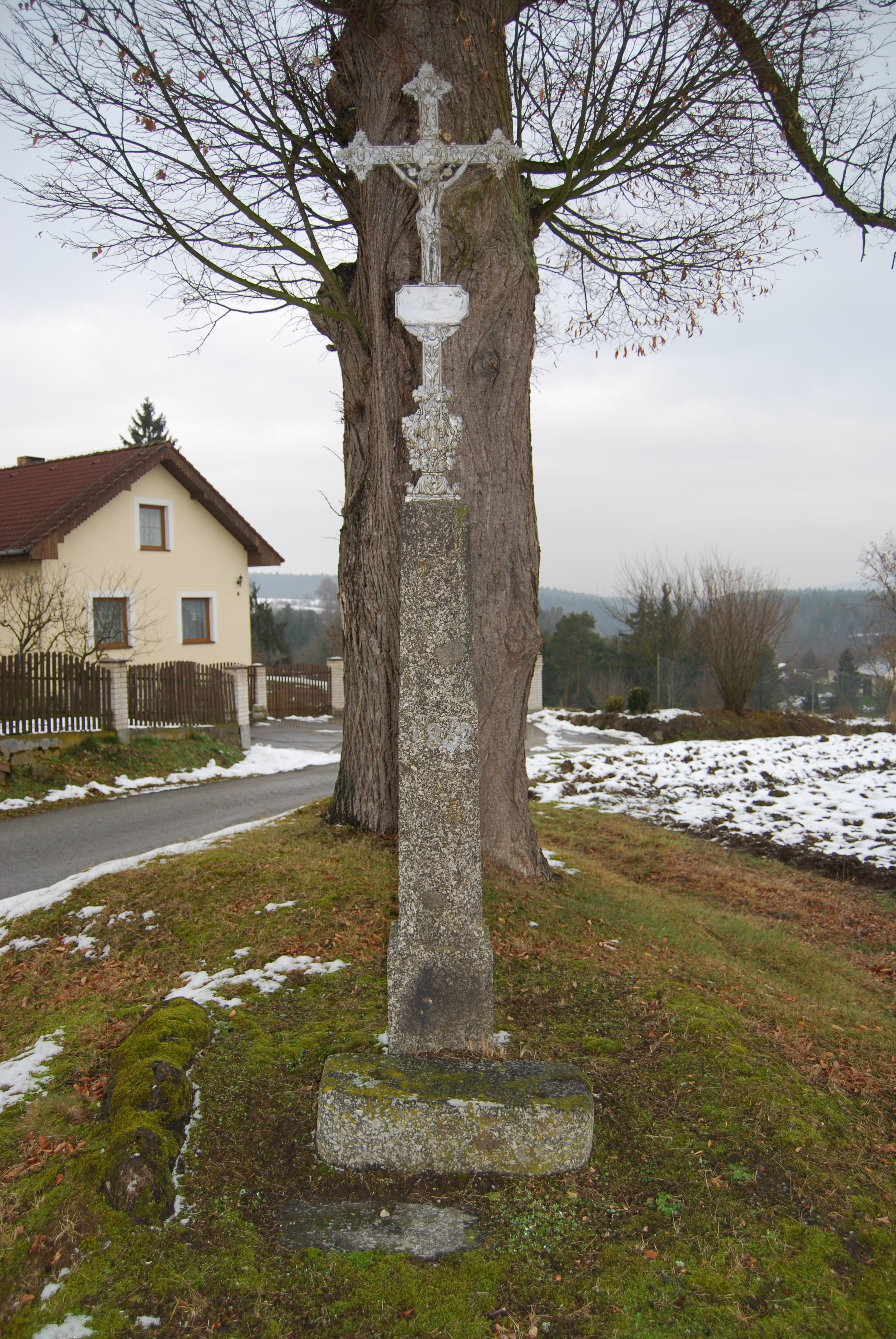
Kříž ve vsi